# Старороговский сельсовет
Старороговский сельсовет — сельское поселение в Горшеченском районе Курской области Российской Федерации.
Административный центр — село Старое Роговое.

## История
Статус и границы сельского поселения установлены Законом Курской области от 21 октября 2004 года № 48-ЗКО «О муниципальных образованиях Курской области»

## Население
| 2002 | 2010 | 2012 | 2013 | 2014 | 2015 | 2016 |
| ---- | ---- | ---- | ---- | ---- | ---- | ---- |
| 1278 | ↘925 | ↘922 | ↘899 | ↘878 | ↘854 | ↘833 |
| 2017 | 2018 | 2019 | 2020 | 2021 |      |      |
| ↘792 | ↘767 | ↘737 | ↘732 | ↗754 |      |      |

## Состав сельского поселения
| № | Населённый пункт | Тип населённого пункта       | Население |
| - | ---------------- | ---------------------------- | --------- |
| 1 | Герасимово       | деревня                      | ↘73       |
| 2 | Залесье          | деревня                      | ↘333      |
| 3 | Ровенка          | деревня                      | ↘57       |
| 4 | Старое Роговое   | село, административный центр | ↘462      |